# Protéine de Rieske
La protéine de Rieske est une protéine fer-soufre, composante du complexe bc1 identifiée en 1964 par  John S. Rieske. Les homologues des protéines de Rieske comprennent des composants « protéine fer-soufre » du cytochrome b6f, des dioxygénases hydroxylant les cycles aromatiques (phtalate dioxygénase, benzène, naphtalène et toluène 1,2-dioxygénases) et de l'arsénite oxydase (EC 1.20.98.1).